# Amel Bouderra
Amel Bouderra (Mulhouse, 26 marzo 1989) è una cestista francese.

## Carriera
Con la Francia ha disputato i Giochi olimpici di Rio de Janeiro 2016.